# Радан войвода (село)
Радан войвода е село в Североизточна България. То се намира в община Вълчи дол, област Варна. Старото му име е Бурханлар.

## География
Разположено е на 43 км северно от Провадия, на 25 км северозападно от Вълчи дол, върху равнинен терен с лек наклон на изток. Намира се в югоизточния регион на Лудогорието, край стария главен път Провадия – Тервел – Силистра. В по-далечното минало селото е било сред девствени гори. От тях сега край него са останали само две – „Карайката“, разположена южно от селото, а на север се намира „Кавакларача“.

## История
Старото име на селото е Бурханлар. Преименувано е с министерска заповед № 3775 на 7 декември 1934 година на Радан войвода (войвода с неясна биография, бродел из околните гори преди Освобождението). Най-ранни писмени известия за селото са намерени в османски регистър за овцевъди от 1573 година под името Бурханлар. Спадало към Провадийска каза(околия). В регистър за данък авариз от 1676 година е записано Бурханли с 69 къщи – едно сравнително голямо за това време село. Спадало към Казата Омур факъ (днешното село Жегларци, община Тервел). След 1872 г. било с 69 турски къщи и 6 цигански бордеи (землянки). Край селото имало 3 воденици, чиито собственици били турци. Едната воденица била на Ялама Юсеин и се намирала в югозападния край на селото. След Освобождението той я продал на дядо Радичко Минков. Задвижвала се от водата, течаща от чешмата при „Чаталдере“ край с. Генерал Колево, която по-късно била каптирана. Втората воденица - в южния край на селото, била закупена от Христо Тодоров от рода Казак Тодоровите. Двете воденици работили докъм 1950 година. Третата - Гагауз Геновата воденица се намирала на около 1 км северно от селото. Тя преустановила работа по-рано.
За историята на селото до османското нашествие не се разполага с данни. Освобождението на България заварва Бурханлар като турско село. На 31 декември 1880 година първото българско преброяване регистрира 650 жители, от които 586 турци, 63 цигани и само един българин. След 1885 г. придошли представители на три български рода- преселници, завърнали се от Бесарабия, но произхождащи от село Главан, Харманлийско. Единият от тях- родът на дядо Коджа Минко Кавалджията, преди да дойде тук, престоял известно време в село Владимирово. Все по това време дошли и двата главански рода, носещи прозвищата Мазните Казаци и Рошавите Казаци. Наричали ги казаци, защото пребивавали известно време в Бесарабия. След смесени бракове дошли и отделни българи, преселници от Мала Азия (село Паун кьой), пребивавали в село Генерал Колево. Преди Балканската война (1912 г.) и след Първата световна война (респ. след 1923 г.) се заселили българи - добружанци от селата Бенковски, Поручик Гешаново, Каменци и Сърнец. След 1900 г. няколко турски семейства се изселили в Турция. През 1910 г. селото имало 935 жители, от които 282 българи, 559 турци, 82 цигани и 12 други. През 1936 г. се изселили заможните турски семейства. 1934 година заварва в селото 1549 жители, но през 1946 г. останали 1071. От 1955 г. започнала миграция. Младите жители постепенно се изселвали, предимно в град Варна и отчасти - в Девня. През 1985 г. останали само 370 жители. При последното преброяване от 4 декември 1992 г. в село Радан Войвода са регистрирани 116 къщи със 136 домакинства и 383 жители, в т.ч. 187 мъже и 196 жени. Поминъкът на жителите е селското стопанство. Землището на селото е с обща площ 16 700 дка, в т.ч. обработваеми земи 13483 дка, мери и пасища 710 дка и гори 1400 дка. Почвите са предимно излужени черноземи. Основните земеделски култури тук са пшеницата, царевицата и слънчогледът. Частните стопани отглеждат в дворовете си крави, овце, кози и птици.
На 14.10.1948 г. е учредено ТКЗС, което от 1959 г. се е обединило с ТКЗС в с. Стефан Караджа (вече ликвидирано). Начално училище „Отец Паисий“ е открито през 1889 г. Отначало занятията се водили в малък параклис, по-късно били пристроени няколко малки стаи и по този са се водили много големи спорове с турското население. Пръв учител бил Добри Даскалов. Поради ниското заплащане и отдалечеността от градските центрове, селото често оставало без учител. През 1920 г. е построена училищна сграда. От 1926 до 1948 г. е учителствал Руси Симеонов, който създал добър ред, добро обзавеждане на училището и училищна овошна градина. Поради малкия брой деца, училището е закрито.
Читалище „Просвета“е основано през 1927 г., след което е била построена хубава читалищна сграда с интересна архитектура. Неремонтирана, сега тя е неизползваема. Библиотеката е притежавала 3000 тома. В центъра на селото има хубава голяма чешма с дълги корита за водопой. Водата е с голям дебит и приятен вкус. Чешмата е построена преди Освобождението от добре обработен камък, като дарение на богата туркиня от селото за здравето на своята болна, саката дъщеря. Добре поддържана тя представлява и архитектурен паметник.

## Население
Численост на населението според преброяванията през годините:
| \| Година на преброяване \| Численост \| \| --------------------- \| --------- \| \| 1934 \| 1549 \| \| 1946 \| 1071 \| \| 1956 \| 891 \| \| 1965 \| 776 \| \| 1975 \| 415 \| \| 1985 \| 367 \| \| 1992 \| 386 \| \| 2001 \| 424 \| \| 2011 \| 386 \| \| 2021 \| 200 \| |           |
| Година на преброяване | Численост |
| 1934 | 1549      |
| 1946 | 1071      |
| 1956 | 891       |
| 1965 | 776       |
| 1975 | 415       |
| 1985 | 367       |
| 1992 | 386       |
| 2001 | 424       |
| 2011 | 386       |
| 2021 | 200       |

### Етнически състав

#### Преброяване на населението през 2011 г.
Численост и дял на етническите групи според преброяването на населението през 2011 г.:
|                     | Численост | Дял (в %) |
| Общо                | 386       | 100.00    |
| Българи             | 23        | 5.95      |
| Турци               | 305       | 79.01     |
| Цигани              | 3         | 0.77      |
| Други               | –         | –         |
| Не се самоопределят | 13        | 3.36      |
| Неотговорили        | 42        | 10.88     |